# BATF3
BATF3 (англ. Basic leucine zipper ATF-like transcription factor 3) – білок, який кодується однойменним геном, розташованим у людей на 1-й хромосомі. Довжина поліпептидного ланцюга білка становить 127 амінокислот, а молекулярна маса — 14 468.
| 10         |  | 20         |  | 30         |  | 40         |  | 50         |
| ---------- |  | ---------- |  | ---------- |  | ---------- |  | ---------- |
| MSQGLPAAGS |  | VLQRSVAAPG |  | NQPQPQPQQQ |  | SPEDDDRKVR |  | RREKNRVAAQ |
| RSRKKQTQKA |  | DKLHEEYESL |  | EQENTMLRRE |  | IGKLTEELKH |  | LTEALKEHEK |
| MCPLLLCPMN |  | FVPVPPRPDP |  | VAGCLPR    |  |            |  |            |

A: Аланін

C: Цистеїн

D: Аспарагінова кислота

E: Глутамінова кислота

F: Фенілаланін

G: Гліцин

H: Гістидин

I: Ізолейцин

K: Лізин

L: Лейцин

M: Метіонін

N: Аспарагін

P: Пролін

Q: Глутамін

R: Аргінін

S: Серин

T: Треонін

V: Валін

Кодований геном білок за функціями належить до репресорів, активаторів, фосфопротеїнів. 
Задіяний у таких біологічних процесах, як транскрипція, регуляція транскрипції. 
Білок має сайт для зв'язування з ДНК. 
Локалізований у ядрі.